# آروس
آروس (به فرانسوی: Auros) یک کمون در فرانسه است که در canton of Auros واقع شده‌است. آروس ۱۵٫۳۲ کیلومتر مربع مساحت دارد ۱۰۴ متر بالاتر از سطح دریا واقع شده‌است.